# 249061 Antonyberger
249061 Antonyberger è un asteroide della fascia principale. Scoperto nel 2007, presenta un'orbita caratterizzata da un semiasse maggiore pari a 2,7733456 au e da un'eccentricità di 0,0830707, inclinata di 3,51370° rispetto all'eclittica.
L'asteroide era stato inizialmente battezzato 249061 Anthonyberger per poi essere corretto nella denominazione attuale.
L'asteroide è dedicato al geologo canadese Antony R. Berger. 